# Meselech Melkamu
Meselech Melkamu (* 27. April 1985 in Debre Markos) ist eine äthiopische Langstreckenläuferin.

## Werdegang
2004 holte sie ihre ersten internationalen Titel, als sie das Juniorenrennen bei den Crosslauf-Weltmeisterschaften in Brüssel und den 5000-Meter-Lauf bei den Leichtathletik-Weltmeisterschaften der Junioren in Grosseto gewann.
Bei den Leichtathletik-Weltmeisterschaften 2005 in Helsinki belegte sie den vierten Platz über 5000 m. Im selben Jahr war sie schon bei den Crosslauf-Weltmeisterschaften in Saint-Galmier als Vierte auf der Langstrecke und Sechste auf der Kurzstrecke knapp an einer Einzelmedaille vorbeigelaufen, gewann aber mit Äthiopien immerhin auf beiden Strecken die Mannschaftswertung.
Bei den Crosslauf-Weltmeisterschaften 2006 in Fukuoka war sie wieder am Gewinn beider Mannschaftstitel für Äthiopien beteiligt, dieses Mal allerdings auch als zweifache Bronzemedaillengewinnerin in der Einzelwertung. Einem Sieg beim Great Ireland Run folgte ein sechster Platz über 5000 m bei den Afrikameisterschaften in Bambous. 2007 konnte sie bei den Crosslauf-Weltmeisterschaften in Mombasa ihre Erfolge aus dem Vorjahr wiederholen, jedoch nur noch auf der Langstrecke, da das Kurzstreckenrennen abgeschafft worden war. Bei den Weltmeisterschaften in Osaka wurde sie Sechste über 5000 m.
2008 gewann sie bei den Hallenweltmeisterschaften in Valencia über 3000 m hinter ihrer Landsfrau Meseret Defar die Silbermedaille. Bei ihrem Sieg über 5000 m bei den Afrikameisterschaften in Addis Abeba dagegen konnte sie Defar schlagen. Bei den Olympischen Spielen in Peking belegte sie über 5000 m nur den achten Platz.
2009 gewann sie bei den Crosslauf-Weltmeisterschaften in Amman ihre nunmehr vierte Bronzemedaille, nachdem sie ein Jahr zuvor bei den Crosslauf-Weltmeisterschaften in Edinburgh lediglich Neunte geworden war. Allerdings mussten sich die Äthiopierinnen nach sieben Siegen in Folge in der Mannschaftswertung Kenia geschlagen geben. Am 14. Juni 2009 lief Melkamu bei einem Leichtathletik-Meeting in Utrecht 10.000 m in 29:53,80 min.
Damit war sie nach Wang Junxia, Tirunesh Dibaba und Elvan Abeylegesse erst die vierte Frau überhaupt, der es gelang, diese Distanz in unter 30 Minuten zu bewältigen. Mit ihrer Zeit, zugleich ein neuer Afrikarekord, belegte sie den zweiten Platz in der ewigen Weltbestenliste.
Bei den Weltmeisterschaften in Berlin wurde sie über 10.000 m in 30:51,34 min knapp hinter der Kenianerin Linet Chepkwemoi Masai Zweite. Im Finale über 5000 m belegte Melkamu in 15:03,72 min den fünften Rang.
2010 gewann sie bei den Crosslauf-Weltmeisterschaften in Bydgoszcz ihre fünfte Bronzemedaille bei dieser Meisterschaft und führte Äthiopien auf den zweiten Platz in der Mannschaftswertung. Bei den Afrikameisterschaften in Nairobi holte sie im 10.000-Meter-Lauf hinter Tirunesh Dibaba die Silbermedaille, danach gewann sie den Tilburg Ladies Run 10 K, und mit einem Sieg beim Obudu-Berglauf wurde sie die erste Afrikameisterin im Berglauf.
Im Jahr 2012 gewann sie den Frankfurt-Marathon. Im April 2016 gewann sie den Hamburg-Marathon mit einem neuen Streckenrekord in 2:21:55 h.
Meselech Melkamu ist 1,58 m groß und wiegt 47 kg.

## Bestleistungen
- 1500 m: 4:07,52 min, 11. Mai 2007, Doha
- 1 Meile: 4:33,94 min, 15. Juni 2003, Villeneuve-d’Ascq
- 3000 m: 8:34,73 min, 19. August 2005, Zürich
- 5000 m: 14:33,83 min, 27. Juni 2007, Ostrava
- 10.000 m: 29:53,80 min (AR), 14. Juni 2009, Utrecht (Afrikarekord)
- 10-km-Straßenlauf: 31:33 min, 4. April 2006, Tilburg
- Marathon: 2:21:01 h, 28. Oktober 2012, Frankfurt